# Micropholcomma caeligena
Espèce
Micropholcomma caeligena est une espèce d'araignées aranéomorphes de la famille des Anapidae.

## Distribution
Cette espèce est endémique du Victoria en Australie.

## Description
Le mâle holotype mesure 0,8 mm.

## Systématique et taxinomie
Cette espèce a été décrite par Crosby et Bishop en 1927.

## Publication originale
- Crosby & Bishop, 1927 : « New species of Erigoneae and Theridiidae. » Journal of the New York Entomological Society, vol. 35, no 2, p. 147-154.